# Propithecus candidus
Propithecus candidus (лат.) — вид приматов из семейства индриевых. Это достаточно крупные лемуры с длинной белой шерстью. Ареал весьма небольшой, расположен в северо-восточной части Мадагаскара, где эти животные известны под названием «симпуна». Популяция небольшая, вид является одним из самых редких видов приматов, включён в список «25 самых угрожаемых приматов мира». Один из девяти видов рода Propithecus, ранее считался подвидом Propithecus diadema, однако исследования 2004 и 2007 года по совокупности морфологических и генетических признаков подтвердили видовой статус.
Образуют группы от двух до девяти особей. Каждая группа защищает свою территорию, помечая её границы пахучими выделениями. Проводит большую часть дня в поисках пищи, уделяя также значительное внимание внутригрупповому социальному взаимодействию, такому как игры и груминг. В рационе преимущественно листья и семена, дополнением к рациону служат фрукты и цветы. Размножение сезонное, брачный период в начале сезона дождей. О потомстве заботятся все члены группы. Вокализация взрослых особей включает семь типов звуков.
Встречаются внутри охранных зон в дождевых лесах на северо-востоке Мадагаскара. Большая часть популяции живёт в национальном парке Марожежи и заповеднике Анжанахарибе-Суд. Несколько групп также обитает в национальном парке Макира и в нескольких неохраняемых участках леса. Охранный статус этого примата — «В критической опасности». Основные угрозы популяции — охота и разрушение среды обитания.